# 滨海贝尼
滨海贝尼（法語：Bény-sur-Mer，法語發音：[beni syʁ mɛʁ] ⓘ）是法国卡尔瓦多斯省的一个市镇，属于卡昂区。

## 地理
滨海贝尼（49°17'24"N, 0°26'2"W）面积6.65 平方千米，位于法国诺曼底大区卡爾瓦多斯省，该省份为法国西北部沿海省份，北濒大西洋英吉利海峡，东北与滨海塞纳省以海上边界相接，东临厄尔省，南至奧恩省，西与芒什省接壤。
与滨海贝尼接壤的市镇（或旧市镇、城区）包括：巴利、滨海贝尼耶尔、滨海库尔瑟勒、杜夫尔-拉代利夫朗德、方丹亨利、勒维耶。

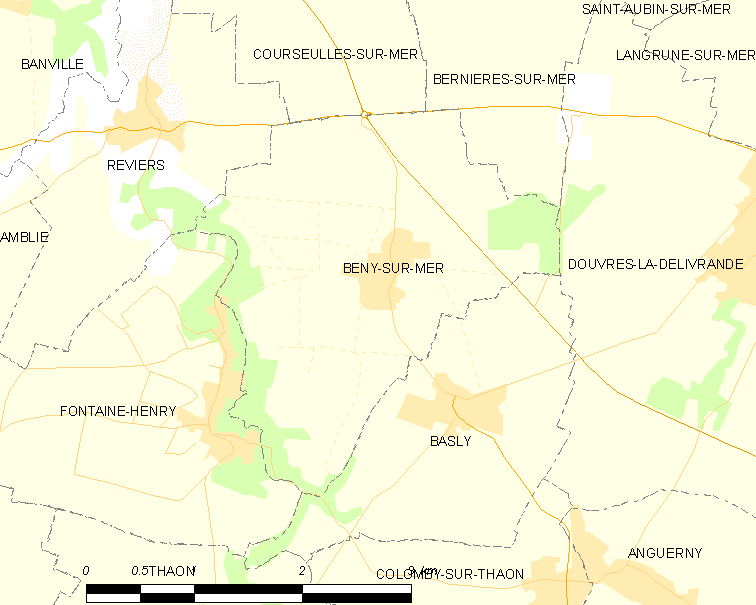
滨海贝尼的OSM定位图

滨海贝尼的时区为UTC+01:00、UTC+02:00（夏令时）。

## 行政
滨海贝尼的邮政编码为14440，INSEE市镇编码为14062。

## 政治
滨海贝尼所属的省级选区为蒂和米县。

## 人口

1962-2008年间滨海贝尼人口变化图示

滨海贝尼于2022年1月1日时的人口数量为455人。